# Ljudmila Wassiljewna Krochina
Ljudmila Wassiljewna Krochina  (russisch Людмила Васильевна Крохина; * 10. Januar 1954 in Moskau) ist eine ehemalige sowjetische Ruderin.

## Biografie
Ljudmila Krochina gewann bei den Olympischen Sommerspielen 1976 in Montreal im Vierer mit Steuerfrau zusammen mit Nadeschda Sewostjanowa, Galina Mischenina, Anna Passocha und Steuerfrau Lidija Krylowa die Bronzemedaille.